# Schönau (powiat Rhein-Neckar)
Schönau – miasto w Niemczech, w kraju związkowym Badenia-Wirtembergia, w rejencji Karlsruhe, w regionie Rhein-Neckar, w powiecie Rhein-Neckar, siedziba związku gmin Schönau. Leży nad rzeką Steinach, w Odenwaldzie, ok. 9 km na wschód od Heidelbergu.